# Nachrichten für Außenhandel
Die Nachrichten für Außenhandel (kurz: NfA) ist die einzige deutsche Tageszeitung, die vor allem über Außenhandel berichtet. Sie  erscheinen börsentäglich von Montag bis Freitag im Tabloidformat oder  als E-Dokument (PDF). Es besteht auch die Möglichkeit, einzelne Artikel durch Pull-Verfahren abzurufen oder einfach im Internet zu lesen.

## Geschichte

### 1931–1951
1931 wurde Industrie und Handel; tägliche Korrespondenz für Außenhandel und Auslandswirtschaft in Berlin gegründet. Sie war die erste Tageszeitung im Deutschen Reich, die nur über den Außenhandel berichtete. 1934 wurde sie in Eildienst für Außenhandel und Auslandswirtschaft umbenannt. Seit 1937 hieß sie Nachrichten für Außenhandel und wurde nun von der Reichsstelle für den Außenhandel herausgegeben. Der Sitz war seit diesem Jahr in der Potsdamer Straße 24. Die letzten Ausgaben erschienen Anfang 1945.
1946 gründete Wilhelm Orschel die Neuen Nachrichten für Außenhandel in Ost-Berlin im Verlag für wirtschaftliche Informationen. Er arbeitete mit dem Deutschen Institut für Wirtschaftsforschung und dem Zentralamt für Statistik zusammen und war auch in West-Berlin wirtschaftlich aktiv. 1947 benannte er die Zeitung in Nachrichten für Außenhandel um. 1951 wurden diese nach seinem Weggang aus Ost-Berlin eingestellt.

### 1953–2009
Seit 1953 erschienen die Nachrichten für Außenhandel in Köln durch den Deutschen Wirtschaftsdienst. Die neue Jahrgangsnummer 16 schloss an den 15. Jahrgang von 1945 an. Chefredakteur war wahrscheinlich weiter Wilhelm Orschel. Seit 1957 erschienen die Nachrichten für Außenhandel in Eschborn durch die Vereinigten Wirtschaftsdienste. 2005 erfolgte eine Verlegung nach Frankfurt am Main durch Dow Jones News.

### Seit 2009
Im Frühjahr 2009 gingen die Nachrichten für Außenhandel in den Besitz der Martin Brückner Medien GmbH über, welche den Großteil des Dow Jones-Newslettergeschäfts aufgekauft hatte und mit Dow Jones kooperiert.
Ihre gedruckte Auflage lag zu dieser Zeit bei etwa 3000 Stück. Die Berichterstattung der NfA stützt sich neben der Eigenberichterstattung u. a. auf Dow Jones Newswires sowie auf Berichte der Germany Trade and Invest – Gesellschaft für Außenwirtschaft und Standortmarketing mbH (gtai).

## Themen
- Finanzierung(en), Export- und Investitionsförderung
- Ausfuhrgewährleistungen
- Konjunkturberichte
- Management und Personal
- Logistik und Transport, Infrastruktur
- Berichte über Institutionen der Außenwirtschaft
- Business Travel
- Recht und Zoll, Steuern, Normen
- Politische und wirtschaftliche Rahmenbedingungen